# Parafia Świętych Apostołów Piotra i Pawła w Pawłowie
Parafia Świętych Apostołów Piotra i Pawła w Pawłowie − parafia rzymskokatolicka dekanatu szydłowieckiego, przynależącego do diecezji radomskiej. 

## Historia
- Parafia została erygowana 24 października 1989 przez bp. Edwarda Materskiego, wyłoniona z parafii Chlewiska. Kościół wg projektu arch. Zygmunta Koczonia, został zbudowany w latach 1983 - 1986 staraniem ks. Józefa Dujki i miejscowych parafian. Jest budowlą z czerwonej cegły i pustaków.

## Zasięg parafii
Do parafii należą wierni z Pawłowa i Krawary.

## Stan obecny
Parafia posiada jeden kościół parafialny oraz cmentarz grzebalny w Pawłowie.

## Proboszczowie
- 1989 – 1998 – ks. Józef Dujko
- 1998 – 2012 – ks. Marian Baranowski
- 2012 – 2017 – ks. Artur Fura
- 2017 – nadal - ks. Krzysztof Kosecki

## Grupy parafialne
- Liturgiczna Służba Ołtarza